# علي جروان
علي جروان (1968-) فنان تشكيلي فلسطيني من مواليد مخيم دنون في مدينة دمشق، درس الفن دراسة خاصة وكذلك درس الخط العربي في معهد أحمد عزت للفنون التطبيقية. حاصل على دكتوراة فخرية من الأكاديمية الأمريكية للتعليم العالي، ويعمل في التصميم الإعلاني. شغل منصب عضو الاتحاد العام للفنانين التشكيليين الفلسطينيين فرع سوريا، ورئيس رابطة الفنانين التشكيليين الفلسطينيين.

## مسيرته الفنية
عمل علي جروان على الرسم الواقعي والتصوير كالمقاومة والكوفية وطفل الحجارة، ثم توجه إلى التعبيرية والرمزية من أجل عدم الهروب من الموضوع  الفلسطيني ومواكبة الحداثة في الرسم. واستخدم الرموز في أعماله، كالمرأة، والطائرات الورقة، والطيور لما تحمله لوحاته من شعور بالحرية والسلام ورفض التشرد والغربة.

## معارضه
شارك جروان بالعديد من المعارض، فكان معرضه الأول في المخيم عام 1984 مواكباً للانتفاضة الفلسطينية الأولى ومنه بدأت انطلاقته الفنية، وشارك أيضاً بمعارض فردية عدة في جميع المخيمات الفلسطينية حتى عام 1991. وشارك في جميع المعارض المنظمة من قبل الاتحاد، وبمعارض فردية في المراكز الثقافية في دمشق وريفها حتى العام 2022، إضافة إلى عدد من المشاركات الدولية والملتقيات مثل إيران، لبنان، روسيا، العراق، كندا.
بالإضافة إلى ذلك، شارك بالعديد من المعارض الجماعية أهمها:
معرض مسيرة شهداء الطنطورة في فلسطين عام 2017، ومعرض يوم القدس العالمي بدوراته (2013 - 2018)، وشارك في ملتقى القدس الدولي (لبنان-بيروت) عام 2018، ومهرجان فلسطين الدولي على طريق القدس (الثاني والثالث والسادس)، ومعرض شموع السلام الخامس، مركز ثقافي اللاذقية عام 2016. ومعرض سوريا الدولي للإعلان والإعلام على أرض معرض دمشق الدولي الأول والثاني 2018 -2019، ومعرض حكاية وطن. كما وشارك في الملتقى الأول للملصق الفلسطيني مدينة مشهد الجمهورية الإسلامية الإيرانية عام 2019.

## جوائز
حاصل علي جروان على الجائزة الثالثة لمسابقة ماجد أبو شرار 1994، والجائزة الثالثة لمسابقة يوم القدس العالمي في إيران عام 1995، والجائزة الثالثة بالمعرض الدولي العربي الذي أقامته الأكاديمية الأمريكية للتعليم العالي وعدد كبير من شهادات التكريم والتميز.